# SVG-edit
SVG-edit è un'applicazione web di grafica vettoriale per l'editing on-line di immagini in formato SVG. Essendo realizzato in JavaScript, SVG-edit può funzionare praticamente con ogni moderno browser; in particolare è compatibile con:
- Firefox 1.5+
- Opera 9.50+
- Safari 4+
- Chrome 1+
- Internet Explorer 6+ (installando il Chrome Frame plugin)[1]

SVG-edit è anche disponibile sotto forma di addon per Mozilla Firefox, Chrome App  o standalone widget per Opera.

## Storia delle versioni
La prima versione di SVG-edit dotata delle funzionalità essenziali è stata annunciata da Narendra Sisodiya il 6 febbraio 2009. La versione successiva 2.0 è stata sviluppata da Pavol Rusnak e pubblicata il 3 giugno 2009. La più recente versione stabile è la 2.7.1 pubblicata ad aprile 2014.

## Caratteristiche
Caratteristiche della versione stabile attuale
- Disegno a mano libera (Free-hand drawing)
- Linee continue e spezzate (Polylines)
- Rettangoli/Quadrati
- Cerchi/Ellissi
- Poligoni/percorsi curvilinei (curve spezzate)
- Testo stilizzabile(Stylable Text)
- Supporto per immagini bitmap (Raster Images)
- Selezione/spostamento/riscalamento/rotazione
- Undo/Redo
- Colori/contagocce
- Raggruppamento/scioglimento dei gruppi di elementi grafici (Group/ungroup)
- Vari tipi di allineamento
- Zoom
- Strati (Layers)
- Conversione delle figure poligonali in percorsi curvilinei (Path)
- Wireframe Mode
- Salvataggio dei disegni in formato SVG
- Linear Gradient Picking
- Possibilità di editare le immagini SVG a livello di codice sorgente
- Possibilità di nazionalizzare l'interfaccia utente
- Possibilità di cambiare le dimensioni dell'intera pagina (Resizable Canvas)
- Modifica del background
- Draggable Dialogs
- Possibilità di riscalare gli elementi dell'interfaccia grafica (in particolare le icone) per adattarli agli schermi dei PDA
- Open Local Files (Fx 3.6 only)
- Importazione di immagini SVG nei disegni
- Linee di connessione e frecce
- Plugin Architecture
- Editing outside the canvas
- Aggiunta/editing di sotto-percorsi
- Selezione di segmenti di percorsi multipli
- Supporto di MathML
- Gradienti radiali/gradienti lineari
- Opzioni configurabili
- Contagocce
- Possibilità di unire segmenti diversi
- Esportazione in formato PNG

## Componenti
SVG-edit consiste di due componenti principali: svg-editor.js e svgcanvas.js che lavorano insieme.
Il file svgcanvas.js può essere utilizzato anche da solo, indipendentemente da SVG-edit, consentendo agli sviluppatori di creare interfacce alternative. Ad esempio l'editor HTML BlueGriffon integra al suo interno le funzionalità grafiche di SVG-Edit.